# Tour La Provence 2017
Il Tour La Provence 2017, seconda edizione della corsa e valevole come evento dell'UCI Europe Tour 2017 categoria 2.1, si svolse in tre tappe dal 21 al 23 febbraio 2017 su un percorso di 532,7 km, con partenza da Aubagne e arrivo a Marsiglia, nella regione Provenza-Alpi-Costa Azzurra in Francia. La vittoria fu appannaggio dell'australiano Rohan Dennis, che completò il percorso in 12h55'14", alla media di 41,217 km/h, precedendo l'italiano Mattia Cattaneo e il francese Alexandre Geniez.
Sul traguardo di Marsiglia 119 ciclisti, su 149 partiti da Aubagne, portarono a termine la competizione.

## Tappe
| Tappa  | Data        | Percorso                    | km    | Vincitore di tappa | Leader cl. generale |
| ------ | ----------- | --------------------------- | ----- | ------------------ | ------------------- |
| 1ª     | 21 febbraio | Aubagne > Istres            | 205,9 | Justin Jules       | Justin Jules        |
| 2ª     | 22 febbraio | Miramas > La Ciotat         | 158,6 | Alexandre Geniez   | Rohan Dennis        |
| 3ª     | 23 febbraio | Aix-en-Provence > Marsiglia | 168,2 | Mattia Cattaneo    | Rohan Dennis        |
| Totale | Totale      | Totale                      | 532,7 |                    |                     |

## Squadre e corridori partecipanti
| N.    | Cod. | Squadra                      |
| ----- | ---- | ---------------------------- |
| 1-8   | DEN  | Direct Énergie               |
| 11-18 | FDJ  | FDJ                          |
| 21-28 | ALM  | AG2R La Mondiale             |
| 31-38 | BMC  | BMC Racing Team              |
| 41-48 | UAD  | UAE Team Emirates            |
| 51-58 | FVC  | Fortuneo-Vital Concept       |
| 61-67 | COF  | Cofidis, Solutions Crédits   |
| 71-78 | DMP  | Delko-Marseille Provence-KTM |
| 81-88 | AND  | Androni Giocattoli-Sidermec  |

| N.      | Cod. | Squadra                      |
| ------- | ---- | ---------------------------- |
| 91-98   | RLM  | Roubaix Lille Métropole      |
| 101-108 | ADT  | Armée de Terre               |
| 111-118 | AUB  | HP BTP-Auber 93              |
| 121-128 | TRA  | Roth-Akros                   |
| 131-138 | KWC  | Kuwait-Cartucho.es           |
| 141-148 | FRA  | Francia                      |
| 151-156 | WVA  | WB Veranclassic Aqua Protect |
| 161-168 | AMO  | Amore & Vita-Selle SMP       |
| 171-178 | GME  | GM Europa Ovini              |

## Dettagli delle tappe

### 1ª tappa
- 21 febbraio: Aubagne > Istres – 205,9 km

Risultati
| Pos. | Corridore       | Squadra   | Tempo    |
| ---- | --------------- | --------- | -------- |
| 1    | Justin Jules    | WB Veran. | 4h52'43" |
| 2    | Jérémy Lecroq   | Roubaix   | s.t.     |
| 3    | Lorrenzo Manzin | FDJ       | s.t.     |

| Pos. | Corridore       | Squadra   | Tempo    |
| ---- | --------------- | --------- | -------- |
| 1    | Justin Jules    | WB Veran. | 4h52'43" |
| 2    | Jérémy Lecroq   | Roubaix   | s.t.     |
| 3    | Lorrenzo Manzin | FDJ       | s.t.     |

### 2ª tappa
- 22 febbraio: Miramas > La Ciotat – 158,6 km

Risultati
| Pos. | Corridore        | Squadra | Tempo    |
| ---- | ---------------- | ------- | -------- |
| 1    | Alexandre Geniez | AG2R    | 3h57'12" |
| 2    | Rohan Dennis     | BMC     | s.t.     |
| 3    | Nicolas Edet     | Cofidis | s.t.     |

| Pos. | Corridore        | Squadra | Tempo    |
| ---- | ---------------- | ------- | -------- |
| 1    | Rohan Dennis     | BMC     | 8h49'55" |
| 2    | Alexandre Geniez | AG2R    | s.t.     |
| 3    | Matej Mohorič    | UAE     | s.t.     |

### 3ª tappa
- 23 febbraio: Aix-en-Provence > Marsiglia – 168,2 km

Risultati
| Pos. | Corridore       | Squadra | Tempo    |
| ---- | --------------- | ------- | -------- |
| 1    | Mattia Cattaneo | Androni | 4h05'17" |
| 2    | Rohan Dennis    | BMC     | a 2"     |
| 3    | Jonathan Hivert | Direct  | s.t.     |

| Pos. | Corridore        | Squadra | Tempo     |
| ---- | ---------------- | ------- | --------- |
| 1    | Rohan Dennis     | BMC     | 12h55'14" |
| 2    | Mattia Cattaneo  | Androni | a 2"      |
| 3    | Alexandre Geniez | AG2R    | a 4"      |

## Evoluzione delle classifiche
| Tappa              | Vincitore          | Classifica generale Maglia blu | Classifica a punti Maglia verde | Classifica scalatori Maglia rossa | Classifica giovani Maglia bianca | Classifica combinata Maglia gialla | Classifica a squadre |
| ------------------ | ------------------ | ------------------------------ | ------------------------------- | --------------------------------- | -------------------------------- | ---------------------------------- | -------------------- |
| 1ª                 | Justin Jules       | Justin Jules                   | Justin Jules                    | Alexandre Geniez                  | Jérémy Lecroq                    | Damiano Caruso                     | BMC Racing Team      |
| 2ª                 | Alexandre Geniez   | Rohan Dennis                   | Jérémy Lecroq                   | Alexandre Geniez                  | Matej Mohorič                    | Alexandre Geniez                   | BMC Racing Team      |
| 3ª                 | Mattia Cattaneo    | Rohan Dennis                   | Rohan Dennis                    | Jan Polanc                        | Léo Vincent                      | Alexandre Geniez                   | BMC Racing Team      |
| Classifiche finali | Classifiche finali | Rohan Dennis                   | Rohan Dennis                    | Jan Polanc                        | Léo Vincent                      | Alexandre Geniez                   | BMC Racing Team      |

Maglie indossate da altri ciclisti in caso di due o più maglie vinte
- Nella 2ª tappa Lorrenzo Manzin ha indossato la maglia verde al posto di Justin Jules.

## Classifiche finali

### Classifica generale - Maglia blu
| Pos. | Corridore         | Squadra    | Tempo     |
| ---- | ----------------- | ---------- | --------- |
| 1    | Rohan Dennis      | BMC        | 12h55'14" |
| 2    | Mattia Cattaneo   | Androni    | a 2"      |
| 3    | Alexandre Geniez  | AG2R       | a 4"      |
| 4    | Jonathan Hivert   | Direct     | s.t.      |
| 5    | Nicolas Edet      | Cofidis    | a 9"      |
| 6    | Julien El Fares   | Delko-Mar. | a 11"     |
| 7    | Justin Jules      | WB Veran.  | a 13"     |
| 8    | Anthony Maldonado | Auber 93   | s.t.      |
| 9    | Damiano Caruso    | BMC        | s.t.      |
| 10   | Maxime Bouet      | Fortuneo   | s.t.      |

### Classifica a punti - Maglia verde
| Pos. | Corridore        | Squadra   | Punti |
| ---- | ---------------- | --------- | ----- |
| 1    | Rohan Dennis     | BMC       | 40    |
| 2    | Alexandre Geniez | AG2R      | 39    |
| 3    | Justin Jules     | WB Veran. | 38    |
| 4    | Jérémy Lecroq    | Roubaix   | 32    |
| 5    | Mattia Cattaneo  | Androni   | 25    |

### Classifica scalatori - Maglia rossa
| Pos. | Corridore        | Squadra      | Punti |
| ---- | ---------------- | ------------ | ----- |
| 1    | Jan Polanc       | UAE          | 24    |
| 2    | Alexandre Geniez | AG2R         | 19    |
| 3    | Danilo Celano    | Amore & Vita | 12    |
| 4    | Sofiane Merignat | Francia      | 12    |
| 5    | Jérémy Maison    | FDJ          | 10    |

### Classifica giovani - Maglia bianca
| Pos. | Corridore       | Squadra | Tempo     |
| ---- | --------------- | ------- | --------- |
| 1    | Léo Vincent     | FDJ     | 12h55'27" |
| 2    | Matej Mohorič   | UAE     | a 2"      |
| 3    | Roland Thalmann | Roth    | a 6"      |
| 4    | Jérémy Maison   | FDJ     | s.t.      |
| 5    | Jérémy Lecroq   | Roubaix | a 42"     |

### Classifica combinata - Maglia gialla
| Pos. | Corridore        | Squadra      | Punti |
| ---- | ---------------- | ------------ | ----- |
| 1    | Alexandre Geniez | AG2R         | 7     |
| 2    | Rohan Dennis     | BMC          | 11    |
| 3    | Damiano Caruso   | BMC          | 23    |
| 4    | Jan Polanc       | UAE          | 82    |
| 5    | Danilo Celano    | Amore & Vita | 122   |

### Classifica a squadre
| Pos. | Squadra                      | Tempo     |
| ---- | ---------------------------- | --------- |
| 1    | BMC Racing Team              | 38h46'14" |
| 2    | FDJ                          | a 13"     |
| 3    | HP BTP-Auber 93              | a 19"     |
| 4    | Fortuneo-Vital Concept       | s.t.      |
| 5    | Delko-Marseille Provence-KTM | a 22"     |